# Cartagena CF
Cartagena CF was een Spaanse voetbalclub uit Cartagena.

## Geschiedenis
De club werd opgericht in 1919 als Cartagena FC en was de opvolger van Cartagena Sport Club. In 1928 was de club een van de stichtende leden van de tweede klasse. Na één seizoen moest de club naar de derde klasse. De club werd twee keer kampioen, maar in de eindronde om promotie moesten ze het afleggen tegen respectievelijk CD Castellón en CE Sabadell. Van 1934 tot 1936 moest de club zelfs op regionaal niveau spelen. De club promoveerde in 1936, maar door het uitbreken van de Spaanse Burgeroorlogwerd de competitie drie jaar opgeschort. Na de oorlog mocht de club wel aantreden in de tweede divisie. De club moest wel de naam verspaansen en werd zo Cartagena CF. Na drie seizoenen moest de club een stapje terugzetten.
In 1949 slaagde de club er opnieuw in om promotie af te dwingen naar de tweede klasse en eindigde de volgende drie jaar niet in de top tien. De club werd ontbonden na het seizoen 1951/52.

## Seizoen per seizoen
| Seizoen | Niveau | Divisie  | Plaats | Copa del Rey |
| ------- | ------ | -------- | ------ | ------------ |
| 1928/29 | 2      | 2ª       | 10de   |              |
| 1929/30 | 3      | 3ª       | 1ste   |              |
| 1930/31 | 3      | 3ª       | 3de    |              |
| 1931/32 | 3      | 3ª       | 2de    |              |
| 1932/33 | 3      | 3ª       | 1ste   |              |
| 1933/34 | 3      | 3ª       | 6de    |              |
| 1934/35 | 4      | Regional | 1ste   |              |
| 1935/36 | 4      | Regional | 1ste   |              |
| 1939/40 | 2      | 2ª       | 5de    |              |
| 1940/41 | 2      | 2ª       | 10de   |              |
| 1941/42 | 2      | 2ª       | 8de    |              |

| Seizoen | Niveau | Divisie  | Plaats | Copa del Rey |
| ------- | ------ | -------- | ------ | ------------ |
| 1942/43 | 4      | Regional | —      |              |
| 1943/44 | 3      | 3ª       | 5de    |              |
| 1944/45 | 3      | 3ª       | 7de    |              |
| 1945/46 | 3      | 3ª       | 4de    |              |
| 1946/47 | 3      | 3ª       | 3de    |              |
| 1947/48 | 3      | 3ª       | 2de    |              |
| 1948/49 | 3      | 3ª       | 3de    |              |
| 1949/50 | 2      | 2ª       | 15de   |              |
| 1950/51 | 2      | 2ª       | 11de   |              |
| 1951/52 | 2      | 2ª       | 16de   |              |